# Lista över ledamöter i Sametinget 2021–2025
Lista över ledamöter i Sametinget 2021–2025 förtecknar de 31 personer som valts in vid valet till Sametinget i Sverige, som hölls den 21 maj 2021. Följande ledamöter valdes in fyraårsperiod 2021–2025.

## Ledamöter
| Ledamot               | Parti                                  |
| --------------------- | -------------------------------------- |
| Lars Miguel Utsi      | Guovssonásti                           |
| Mari-Ann Nutti        | Guovssonásti                           |
| Marita Stinnerbom     | Guovssonásti                           |
| Karin Vannar          | Guovssonásti                           |
| Nils-Johan Labba      | Guovssonásti                           |
| Håkan Jonsson         | Jakt- och fiskesamerna                 |
| Johan Hedemalm        | Jakt- och fiskesamerna                 |
| Josefina Skerk        | Jakt- och fiskesamerna                 |
| Sten Wälitalo         | Jakt- och fiskesamerna                 |
| Erik-Oscar Oscarsson  | Jakt- och fiskesamerna                 |
| Veronika Håkansson    | Jakt- och fiskesamerna                 |
| Daniel Lyngdorf Vinka | Jakt- och fiskesamerna                 |
| Mona Persson          | Jakt- och fiskesamerna                 |
| Lars-Jonas Johansson  | Jakt- och fiskesamerna                 |
| Ulla-Karin Sarri      | Jakt- och fiskesamerna                 |
| Lars-Paul Kroik       | Jakt- och fiskesamerna                 |
| Marita Granström      | Jakt- och fiskesamerna                 |
| Marie Persson Njajta  | Landspartiet Svenska Samer             |
| Torkel Stångberg      | Landspartiet Svenska Samer             |
| Christina Åhrén       | Min Geaidnu                            |
| Anders Kråik          | Samerna                                |
| Jon Henrik Fjällgren  | Samerna                                |
| Per-Olof Nutti        | Samelandspartiet/Sámiid Riikkabellodat |
| Matti Blind Berg      | Samelandspartiet/Sámiid Riikkabellodat |
| Káren Ann Hurri       | Samelandspartiet/Sámiid Riikkabellodat |
| Paulus Kuoljok        | Samelandspartiet/Sámiid Riikkabellodat |
| Marianne Gråik        | Samelandspartiet/Sámiid Riikkabellodat |
| Johanna Njaita        | Samelandspartiet/Sámiid Riikkabellodat |
| Stefan Mikaelsson     | Vuovdega                               |
| Martin Lundgren       | Vuovdega                               |
| Jan Rannerud          | Vuovdega                               |